# Klæg (geologi)
 Ikke at forveksle med Klæger.
Klæg  er i geologien betegnelse, som igennem tiden har været anvendt om forskellige typer af såvel uorganiske som egentligt organiske sedimenttyper.  I dag anvendes den fortrinsvis om tæt lagdelte eller laminerede finsand-, silt-, ler-gytje-sedimenter, som typisk dannes under vadehavsforhold. Betegnelsen omfatter således en lagfølge af sedimenter. 